# Pisachoides pallescens
Pisachoides pallescens är en insektsart som först beskrevs av William Lucas Distant 1908.  Pisachoides pallescens ingår i släktet Pisachoides och familjen dvärgstritar. Inga underarter finns listade i Catalogue of Life.